# Ре мажор
Ре мажо́р (нем. D-dur, англ. D major) — мажорная тональность с тоникой ноты ре. Имеет два диеза при ключе — фа-диез и до-диез.

## Примеры
- Иоганн Пахельбель — Канон ре мажор;
- И. С. Бах — Сюита № 3;
- Руман — Симфония № 16;
- Моцарт — Соната K 284, Соната K 311, Соната K 576, Концерт для фортепиано с оркестром KV 537, («Коронационный»); Концерт для скрипки с оркестром № 4;
- Бетховен — Соната № 7, op. 10, Соната № 15, op. 28, Концерт для скрипки с оркестром;
- Шуман — Бабочки op. 2
- Брамс — Симфония № 2;
- Чайковский — Струнный квартет № 1 соч. 11, Симфония № 3 соч. 29, Концерт для скрипки с оркестром соч. 35, Характерный танец ор. 72, Размышление ор. 72, Пятидольный вальс ор. 72;
- Равель — Концерт для фортепиано с оркестром № 2 (для левой руки);
- Малер — Симфония № 1;
- Мясковский — Симфония № 5, ор. 18.
- Алькан — этюд op. 35 № 2 «Allegro»
- Майкл Джексон — In the Closet (1992)

|     |     |     |    |    |   |   |   |   |   |     |     |     |     |     |
| Ces | Ges | Des | As | Es | B | F | C | G | D | A   | E   | H   | Fis | Cis |
| as  | es  | b   | f  | c  | g | d | a | e | h | fis | cis | gis | dis | ais |